# Madrugada
Madrugada er et norsk alternativt rockband, der blev dannet i Stokmarknes i 1993. Gruppens vigtigste medlemmer var Sivert Høyem (vokal), Robert Burås (guitar) og Frode Jacobsen (bas). efter Burås' død den 12. juli 2007 besluttede Høyem og Jacobsen at afslutte det, der blev deres sidste album. Den 21. januar 2008 udgav gruppen Madrugada og annoncerede at de ville stoppe som band efter en sidste turne. De afholdt deres sidste koncert den 15. november 2008.
I juni 2018 blev det annonceret at Høyem, Jacobsen og Lauvland Pettersen havde gendannet gruppen for at optræde ved en række koncerter i 2019.
Ifølge Anders Kaasen fra Allmusic kendes bandet på deres "blues-inspirerede alt-rock" mod slutningen af 1990'erne.

## Diskografi
Albums
- Industrial Silence (1999)
- The Nightly Disease (2001) {der er også udgivet en limited edition bonus CD: The Nightly Disease Vol. II
- Grit (2002)
- The Deep End (2005)
- Live at Tralfamadore (2005)
- Madrugada (2008)
- The Best of Madrugada (2010)
- Chimes At Midnight (2022)

EP'er
- Madrugada EP (1998)
- New Depression EP (1999)
- Electric (2000)
- Higher EP (2000)
- Hands Up - I Love You (2001)
- A Deadend Mind (2001)
- Ready (2002)

Singler
- "Beautyproof" (2000)
- "Majesty" (2003)
- "The Kids are on High Street" (2005)
- "Lift Me" [Feat. Ane Brun] (2005)
- "Look Away Lucifer" (2008)
- "What's On Your Mind?" (2008)[4]